# 골룸
골룸(Gollum)은 존 로널드 로웰 톨킨의 가운데땅에 등장하는 괴물 등장인물이다. 골룸은 존 로널드 로웰 톨킨의 호빗에서 처음 소개되었으며, 후속편인 반지의 제왕에서 중요한 인물로 등장한다. 또한 골룸은 원래 글래든 필드에 살던 호빗과 유사한 종족이며, 이름은 스메이골이었다. 하지만 한 숲에서 낚시를 하던 도중 친구 데이골이 절대 반지를 찾으면서 데이골의 목을 졸라 죽이고 500년간 절대 반지를 갖고 있었다. 절대 반지를 끼자 사람들이 자신을 보지 못하는 것을 알게 되자 그것으로 악한 일을 하게 된다. 결국은 쫓겨나고 안두인 대하에서 살게 된다. 
"골룸"은 스메이골의 목구멍에서 나는 끔직한 소리 때문에 명명되었다. 골룸은 절대 반지를 "나의 보물"이라고 불렀으며 귀중하게 다루었다. 절대 반지는 골룸의 삶을 불가능 할 정도로 확장시켜 주었고, 절대 반지는 골룸에게 크나큰 영향을 주게 된다. 한편 호빗 빌보 배긴스는 난쟁이들과의 에레보르의 외로운 산으로 향하는 길에서 고블린의 동굴에 빠져 고블린을 먹고 사는 골룸을 마주한다. 이 때 절대 반지는 골룸을 버렸고 결국은 빌보 배긴스의 손에 넘어간다.
빌보 배긴스가 여행을 무사히 마치고 돌아온 후 절대 반지를 111번째 생일 이후에 양자 아들인 프로도 배긴스에게 넘겼고, 프로도 배긴스는 결국은 절대 반지를 파괴하려 모르도르로 향하게 된다. 이 길에서 절대 반지를 찾으려는 골룸을 마주치고 그를 잡아 모르도르로 향하는 길잡이로 이용하게 된다.
프로도 배긴스는 운명의 산에서 절대 반지를 버리지 못했지만, 골룸이 이를 가지고 용암에 빠져, 절대 반지는 파괴된다.